# 양민혁
양민혁(梁民革, 2006년 4월 16일~)은 대한민국의 축구 선수로 포지션은 윙어이다. 현재 잉글랜드 EFL 챔피언십의 포츠머스와 대한민국 축구 국가대표팀에서 활동하고 있다.

## 구단 경력

### 강원 FC
2024 시즌을 앞두고 강원 FC와 준프로 계약을 체결하면서 입단했다. 시즌 개막전인 제주 유나이티드와의 경기에서 선발 출전하면서 프로 데뷔전에 데뷔골을 넣었다.

### 토트넘 홋스퍼
2024년 7월 28일, 토트넘 홋스퍼 FC는 양민혁이 토트넘 홋스퍼와 2030년까지 유효한 6년 계약을 체결했으며 2025년 1월 토트넘 홋스퍼에 합류할 것이라고 발표했다.
양민혁은 2024년 K리그1이 종료된 후 2024년 12월 중순 영국으로 이동했고 12월 21일 토트넘 홋스퍼의 훈련장을 방문했다. 이후 토트넘 홋스퍼의 교체 선수 명단에 포함되었으나 경기에 출전하지 않았고 2025년 1월 30일 2024-25시즌이 끝날 때까지 퀸스 파크 레인저스로 임대되었다.
2025/26시즌 포츠머스로 임대 되었다.

## 국가대표팀 경력
양민혁은 2025년 3월 25일 대한민국과 요르단간의 2026년 월드컵 아시아 예선 경기에서 이동경의 교체 선수로 경기에 출전하여 A매치에 데뷔했다.

## 수상 내역
대한민국 U-17 축구 국가대표팀
- AFC U-17 아시안컵 준우승: 2023

개인
- K리그 이달의 영플레이어: 2024년 4월, 2024년 5월, 2024년 6월, 2024년 7월[4]
- K리그 올스타: 2024[5]
- K리그 이달의 선수: 2024년 7월[4]
- K리그1 베스트 11: 2024
- K리그 영플레이어상: 2024